# Chiesa evangelica valdese in Trevi
La chiesa evangelica valdese in Trevi è un luogo di culto cristiano situato a Roma, nel rione Trevi, su via Quattro Novembre, strada che congiunge via Nazionale e piazza Venezia. Esiste un'altra chiesa valdese nella capitale: si trova in piazza Cavour, nel rione Prati.

## Storia
Nella seconda metà del XIX secolo, si stabilì a Roma una comunità di fede valdese che volle costruire, per il proprio culto, un tempio. Venne individuato un terreno nei pressi di piazza Venezia, ottenuto grazie all'intermediazione del diacono valdese marchese Giulio Especo y Vera e alle conoscenze storiche della sua famiglia, e ad una sottoscrizione alla quale partecipò, in maniera determinante, anche il reverendo Robert Walter Stewart.
Il progetto si deve a Benedetto Andolfi e la costruzione della chiesa iniziò nel 1883 per terminare l'anno successivo.

## Descrizione

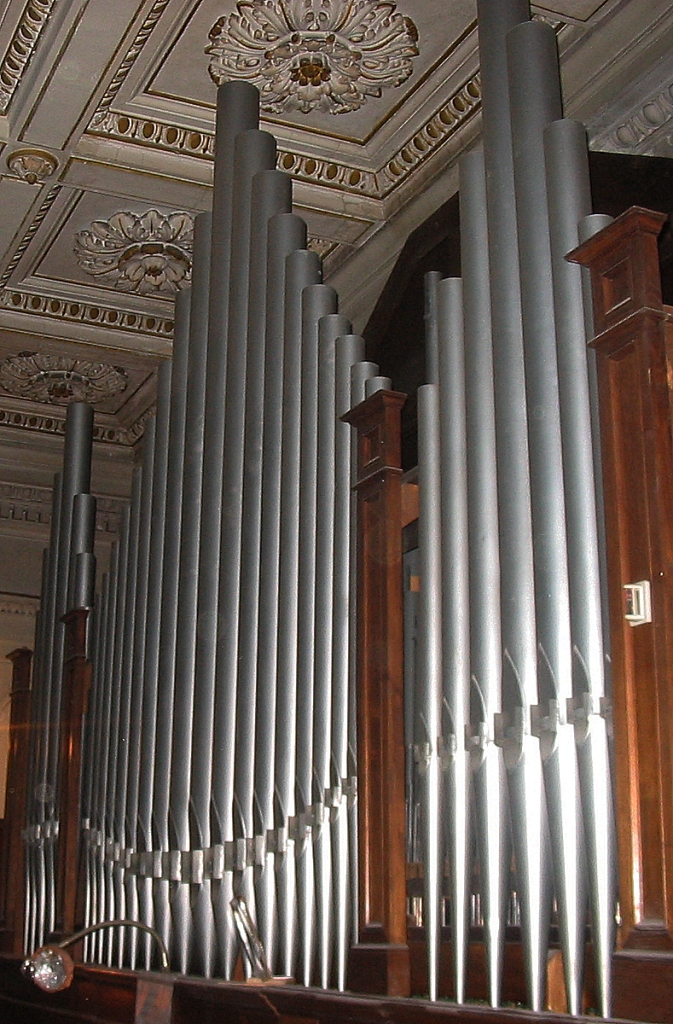
L'organo a canne

### Arte e architettura
Il luogo di culto è inserito all'interno di un più grande edificio, situato in posizione angolare lungo via IV Novembre, sul lato opposto rispetto al Museo delle cere e al palazzo dell'INAIL. L'esterno è in stile neoromanico e l'ingresso principale dello stabile, corrispondente con quello della chiesa, è costituito da un ampio arco a tutto sesto con parete quasi interamente mosaicata con elementi fitomorfi, al centro della quale vi sono il portale con lunetta semicircolare e un rosone con intelaiatura marmorea ad archetti. Il resto della facciata del palazzo è caratterizzato da una serie di bifore (due piani inferiori) e trifore (due piani superiori, costruiti in un secondo momento) di varie fogge.
La chiesa si trova al pianterreno dell'edificio, alla sinistra del portale, parallela al tratto di via IV Novembre in direzione di piazza Venezia. L'ambiente, in stile neoclassico, è costituito da un unico ambiente a pianta rettangolare, con soffitto a cassettoni e, lungo le pareti laterali, ampie bifore (quelle di destra sono finte) con vetrate policrome alternate a lesene corinzie lisce; mentre nella parete di fondo si apre l'abside semicircolare, al centro della quale vi è il pulpito ligneo, quella d'ingresso presenta una cantoria, sorretta da due colonne corinzie, sulla quale trova luogo l'organo a canne.

### Organo a canne
Nella chiesa si trova l'organo a canne Carlo Vegezzi-Bossi opus 698, costruito nel 1885 ed elettrificato dalla ditta Buccolini nel 1965, e dalla stessa restaurato nel 1999.
Lo strumento, a trasmissione elettrica e con 13 registri, è formato da un unico corpo in cantoria, appoggiato al quale si trova la consolle; questa è a trasmissione elettrica e dispone di due tastiere di 61 note e pedaliera di 30 note.